# Granville Bantock

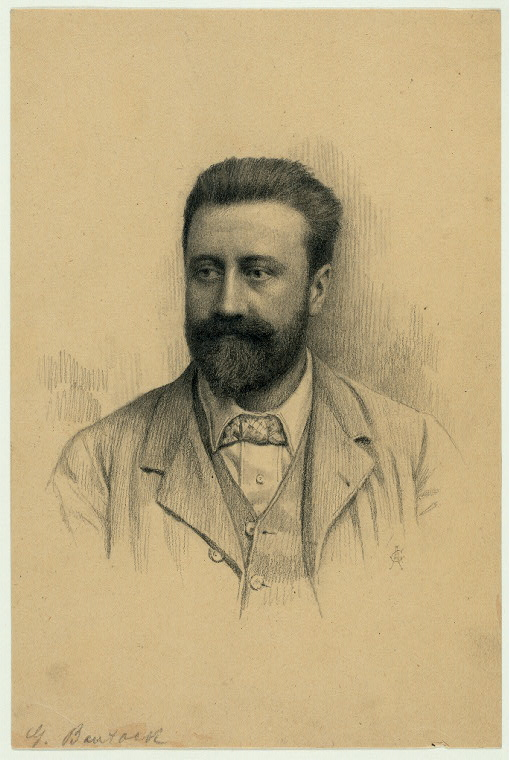
Granville Bantock

Sir Granville Ransome Bantock (* 7. August 1868 in London; † 16. Oktober 1946 ebenda) war ein englischer Komponist.

## Leben
Bantock, der Sohn eines bekannten Londoner Arztes schottischer Herkunft, stieß mit seinem Wunsch, eine Musikerkarriere einzuschlagen, zunächst auf erheblichen Widerstand, konnte sich jedoch letztendlich durchsetzen und begann 1889 an der Royal Academy of Music in London seine Studien in den Fächern Komposition, Klavier, Violine und Klarinette, die er 1893 abschloss. In den folgenden Jahren gründete Bantock diverse Musikzeitschriften und wirkte als Dirigent (u. a. am Royal Theatre in London). 1900 wurde er Rektor der Birmingham and Midland Institute School of Music, wo er sich besonders der Musikerziehung zuwandte. 1908 erhielt Bantock in Nachfolge von Edward Elgar den Peyton-Lehrstuhl für Musik an der Universität Birmingham. 1930 wurde er geadelt. Seine Emeritierung erfolgte 1934; anschließend zog er nach London, wo er bis zu seinem Lebensende blieb. Bantock unternahm viele Reisen (u. a. in den Orient), hatte weit reichende Interessen (u. a. die Malerei) und war ein außergewöhnlich gebildeter Mensch, der sechs Sprachen beherrschte. Besonders wichtig war sein Einsatz für die zeitgenössische Musik, wobei er nicht nur Werke von Komponisten Großbritanniens, sondern auch von Jean Sibelius dem englischen Publikum vorstellte. Bantock wurde von vielen prominenten Musikern sehr geschätzt; Sibelius widmete ihm etwa seine 3. Sinfonie und wurde nach Bantocks Tod Präsident der neu gegründeten „Bantock Society“.

## Stil
Bantocks Stil ist deutlich von seinen persönlichen Interessen geprägt. So findet man häufig archaisierende (Bantock beschäftigte sich ausgiebig mit der Antike) wie auch eher exotische Elemente. Typisch ist eine klangmalerische und farbenprächtige Schilderung diverser Stimmungen, wie Bantock auch gerne Bilder der Natur (z. B. der Hebriden) durch seine Musik beschreibt. Ein weiterer wichtiger Faktor ist die Begegnung mit der Musik Richard Wagners, die Bantock 1889 kennenlernte und große Auswirkungen auf sein Schaffen hatte. Auch Einflüsse der Musik von Richard Strauss lassen sich ausmachen. Seine Melodik lässt teilweise die intensive Beschäftigung mit Volksmusik erkennen. Besonders die keltische Mythologie wird in Bantocks Werken oftmals reflektiert. Seine Orchestrierung ist brillant und lässt meisterliches Können vor allem hinsichtlich unterschiedlichster Klangfarben erkennen. Besonders die virtuose Behandlung der Blechbläser fällt auf. Insgesamt war Bantock ein eher konservativer Komponist, der die Tonalität niemals in Frage stellte. Seine Werke sind tief in der Romantik verwurzelt und zeichnen sich durch opulente Klangfülle aus.

## Werke
- Orchesterwerke
  - „Hebridean Symphony“ (1915)
  - „Pagan Symphony“ (1925–28)
  - „The Cyprian Goddess“, Sinfonie Nr. 3 (1938/39)
  - „Celtic Symphony“ für 6 Harfen und Streichorchester (1940)
  - „Helena Variations“ (1899)
  - „Six Tone Poems“: 1. „Thalaba the Destroyer“ (1900), 2. „Dante and Beatrice“ (1901, rev. 1910), 3. „Fifine at the Fair“ (1901), 4. „Hudibras“ (1902), 5. „The Witch of Atlas“ (1902), 6. „Lalla Rookh“ (1902)
  - „Two Heroic Ballads“ (1944)
  - Orchestersuiten
  - Schauspielmusiken
  - Diverse Werke für Cello und Orchester
- Werke für Blasorchester
  - „Oriental Rhapsody“ für Brass-Band
  - „Prometheus Unbound“, sinfonische Dichtung (1936)
  - „Orion“
  - Comedy Overture „The Frogs“
- Bühnenwerke
  - „Caedmar“, Oper (1893)
  - „The Pearl of Iran“, Oper (1894)
  - „The Seal-Woman“, Oper (1924)
  - „Aegypt“, Ballett (1892)
- Vokalmusik
  - „Omar Khayyām“, Oratorium (1906)
  - „The Song of Songs“, Oratorium (1922)
  - „The Pilgrim’s Progress“, Oratorium (1928)
  - „Song of Liberty“ für Chor und Blasorchester (1914)
  - Choralsymphony „Vanity of Vanities“
  - Choralsymphony „Atalanta in Calydon“
  - Sappho (Orchestral Songs)
  - Kirchenmusik
  - Chöre
  - Lieder
- Kammermusik
  - Streichquartett c-moll (1899)
  - Sonaten für Violine
  - Sonate F-Dur für Viola (1919)
  - Sonaten für Violoncello (1924, Nr. 1 b-moll, 1940, Nr. 2 fis-moll, 1945)
  - Klaviermusik